# Història de la gastronomia als Països Catalans

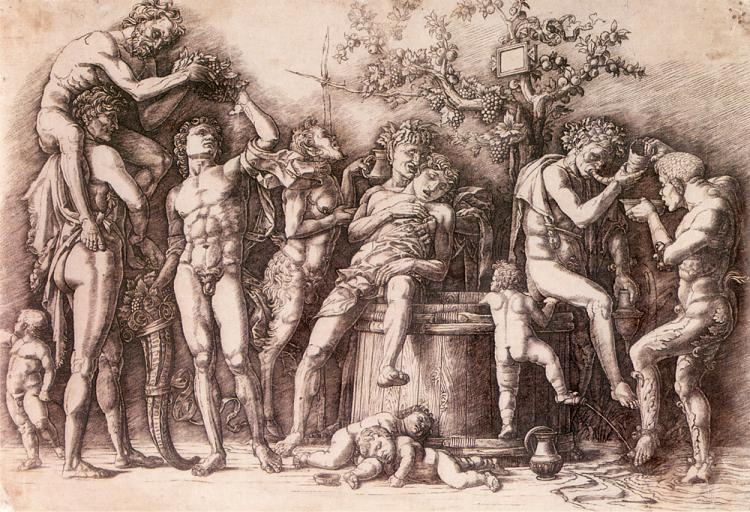
Bacanal romana

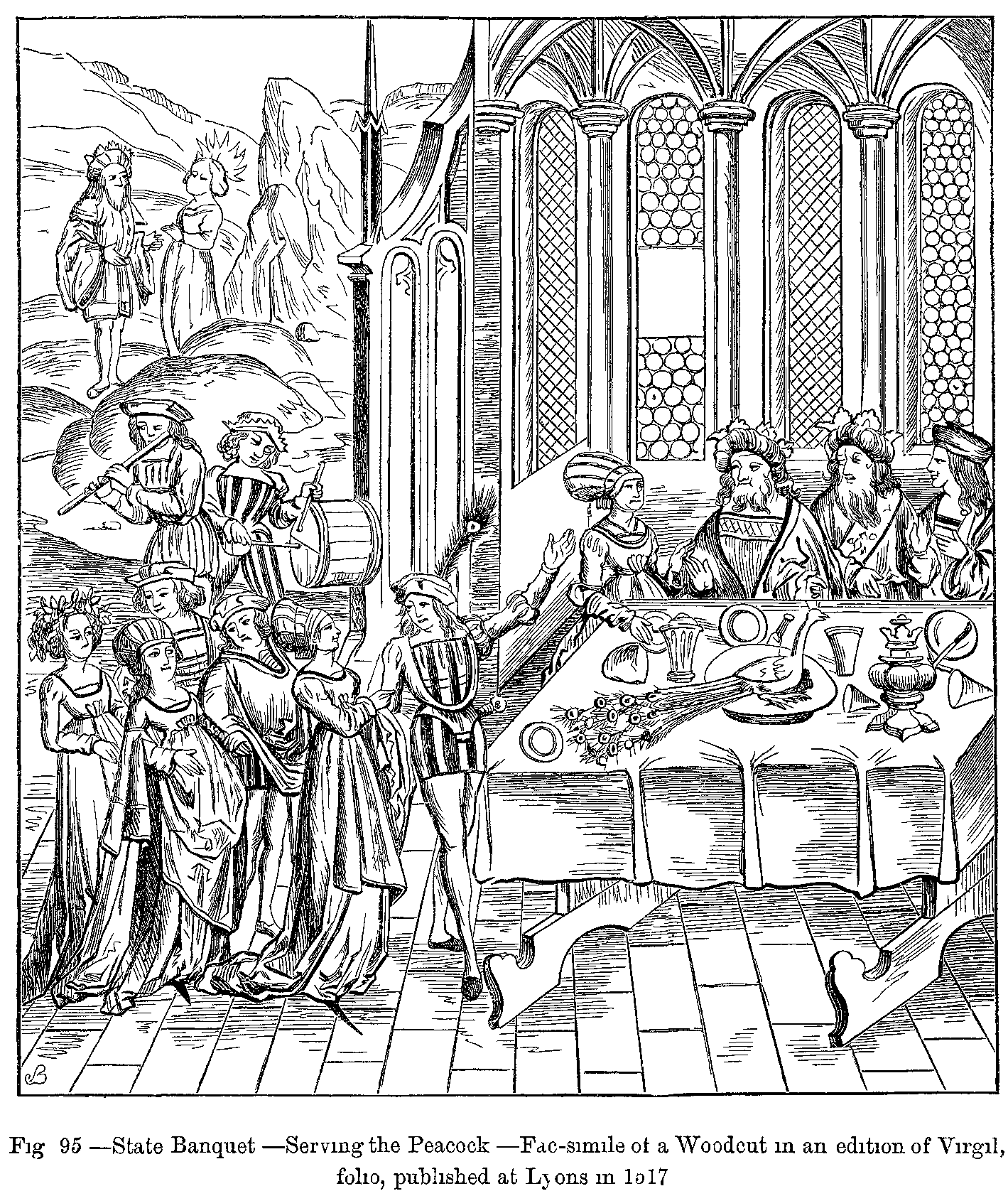
Banquet d'estat (servint el paó). Facsímil d'una xilografia d'una edició de Virgili

La història de la gastronomia als Països Catalans és el conjunt d'ingredients, preparacions, costums i tradicions lligats al menjar o al beure, així com la manera de fer-ho, de totes les classes socials en totes les civilitzacions que han estat en aquest territori al llarg de la història, del Neolític a l'època actual. Inclou tant els fets que van poder afectar la globalitat del territori, com, per exemple, la introducció d'aliments americans, com els que van ocórrer sobretot en alguna zona, comarca o illa en particular, per exemple, l'ocupació de Menorca pels britànics.
Cal afegir que una gastronomia també s'explica mitjançant els pobles amb què ha tingut contacte, com per exemple, la gastronomia d'Occitània o l'aragonesa, per modes temporals, com la cuina francesa i el menjar ràpid, i per altres aspectes com els derivats de la immigració, la globalització, etc. Per a una descripció detallada de la cuina tradicional que es fa avui als Països Catalans, consulteu l'article gastronomia dels Països Catalans, en què, a més, tindreu enllaços directes per als articles corresponents a la cuina de cada comarca i comunitat autònoma.

## Prehistòria

### Paleolític i mesolític

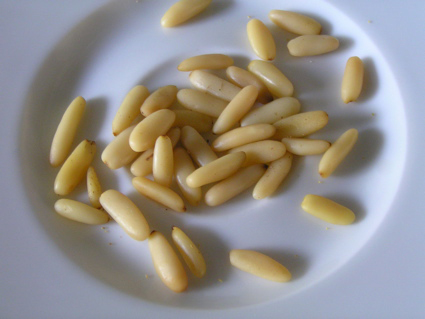
Els pinyons de pi ja es menjaven en el Paleolític

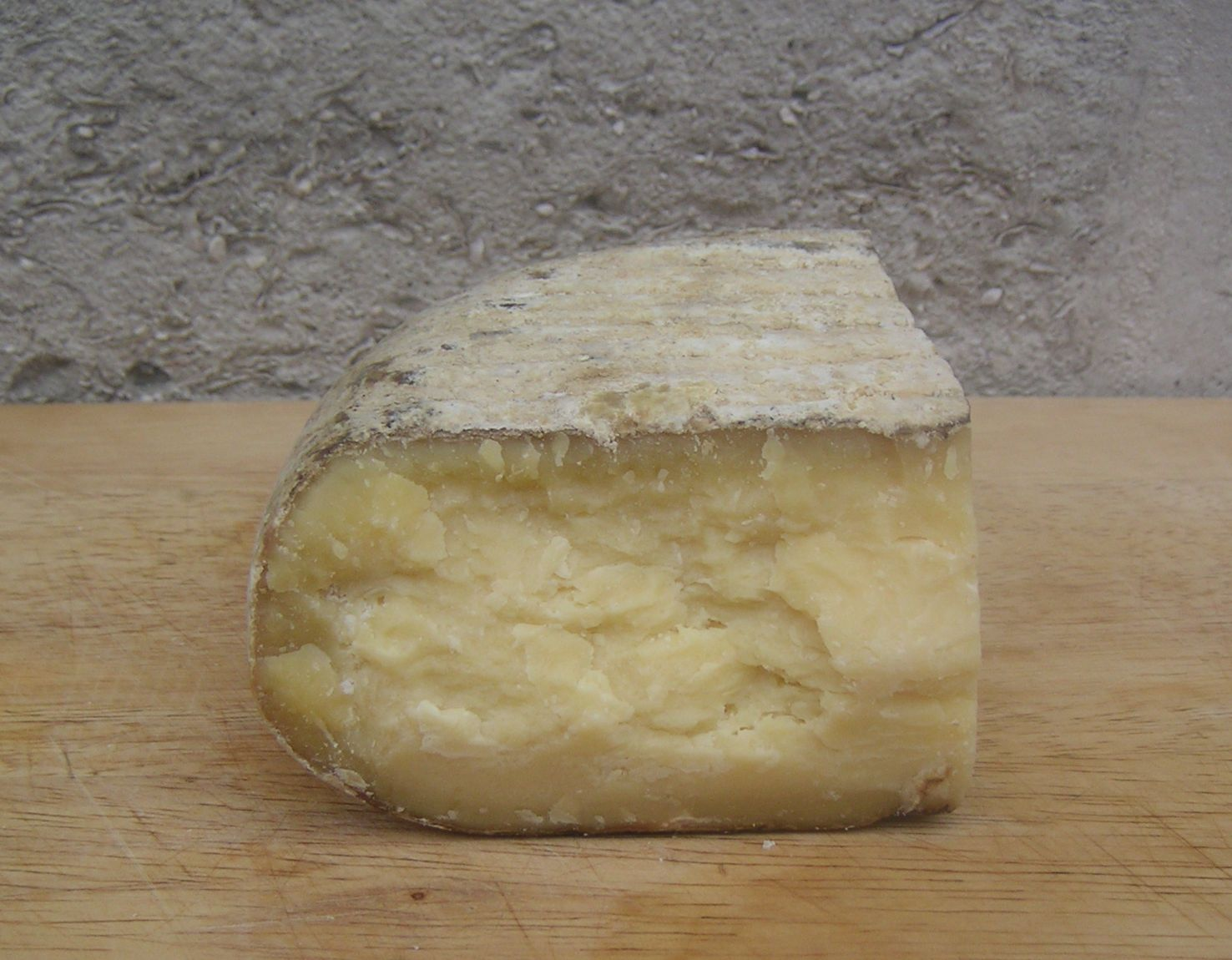
El formatge menorquí ja es feia al Neolític

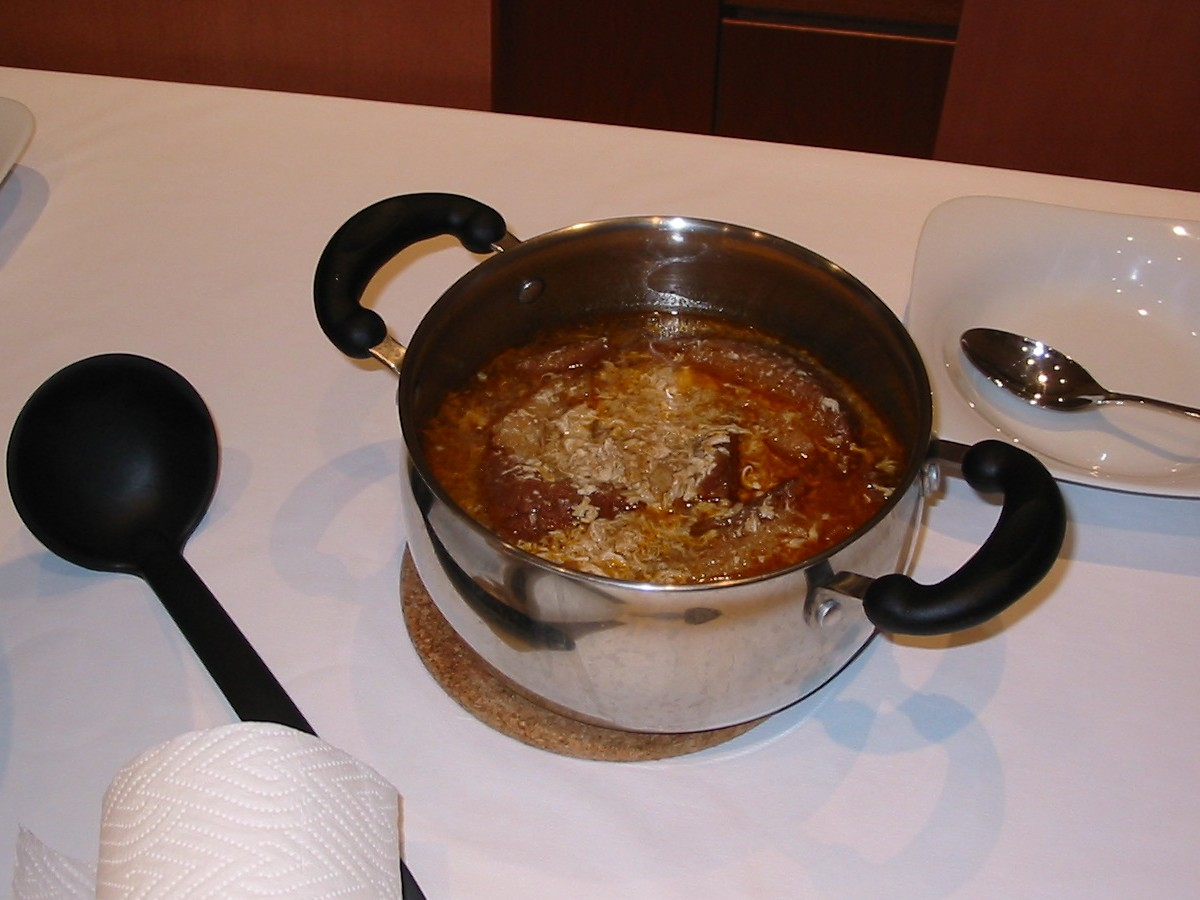
La sopa és un dels menjars més antics que existeixen

Durant el Paleolític, l'alimentació humana es basava bàsicament en fruita fresca i seca, plantes silvestres, arrels i eventualment peces de caça o pesca. El fet de ser poblacions de caçadors recol·lectors i no conèixer encara l'agricultura ni la ramaderia no els permetia accedir encara als cereals, llegums, olis, productes làctics, etc., que s'introduïren en el neolític i suposaren una autèntica revolució alimentaria, a més de social.

### Neolític
Des del 5000 aC, l'alimentació es basava en ordi, blat de tipus espelta, mill, llegums frescos o secs, fruits, peix, xai, cabra i porc. En alguns indrets del Pirineu es menjava cavall i fins i tot gos. Al Baix Llobregat ja s'elaborava cervesa. Als poblats neolítics de Menorca es troben grans forats picats a la pedra del terra, gairebé al costat de cada casa, que Mascaró pensa que s'utilitzaven com a magatzems de cereals. També s'han trobat peces que servirien per a elaborar formatge d'almenys del 2000 aC.

## Edat antiga

### Fenicis
L'arribada dels fenicis a les Illes Balears i al País Valencià va suposar la introducció de l'oli d'oliva i el vi i un consegüent canvi alimentari molt important. A Catalunya, aquests productes van arribar amb els grecs. (Vegeu també alimentació a l'antic Egipte.)

### Ibers
Els ibers eren un conjunt de pobles (elísics, sordons, ceretans, airenosis, andosins, bergistans, ausetans, indigets, castel·lans, lacetans, laietans, cossetans, ilergets, iacetans, suessetans, sedetans, ilercavons, edetans, contestans, oretans, bastetans i turdetans) que habitaven la costa oriental de la península Ibèrica almenys des del segle vi aC. El concepte de cultura ibèrica no és un patró que es repeteix de manera uniforme en cadascun dels pobles identificats com a ibers, sinó la suma de les cultures individuals que sovint presenten trets similars, però que es diferencien clarament d'altres i que a vegades comparteixen amb pobles no identificats com a ibers.
Els ibers ja elaboraven vi que venien als fenicis, i a la Cerdanya uns pernils exquisits lloats pels romans: «Cerretana mihi fiat vel missa licebit / de Menapis; lauti de petasone rorent» («que em serveixin el pernil del país dels ceretans i que no em trametin el del país dels menapis, i que els desganats devorin la cuixa»). Emmagatzemaven molt de gra que menjaven en forma de pa, cervesa i farines. La cuina era molt rica en aliments i tècniques de cocció. Menjaven molta més varietat de carn i cereals que la que es menja actualment, ja que la seva dieta incloïa, per exemple, escanda, gat, gos, toixó i linx.

### Cuina grecoromana

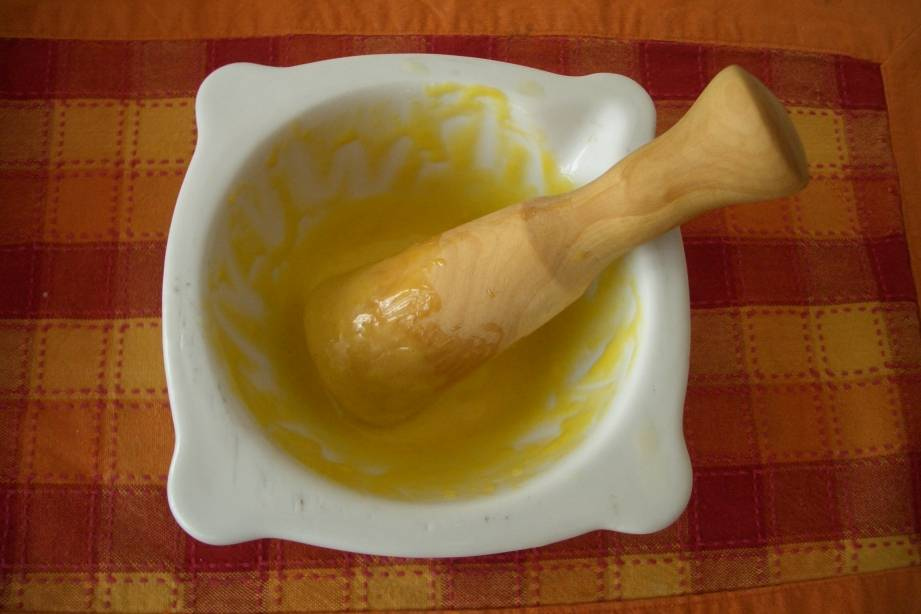
L'allioli, que apareix al medieval Llibre de Sent Soví, té probablement origen grecoromà

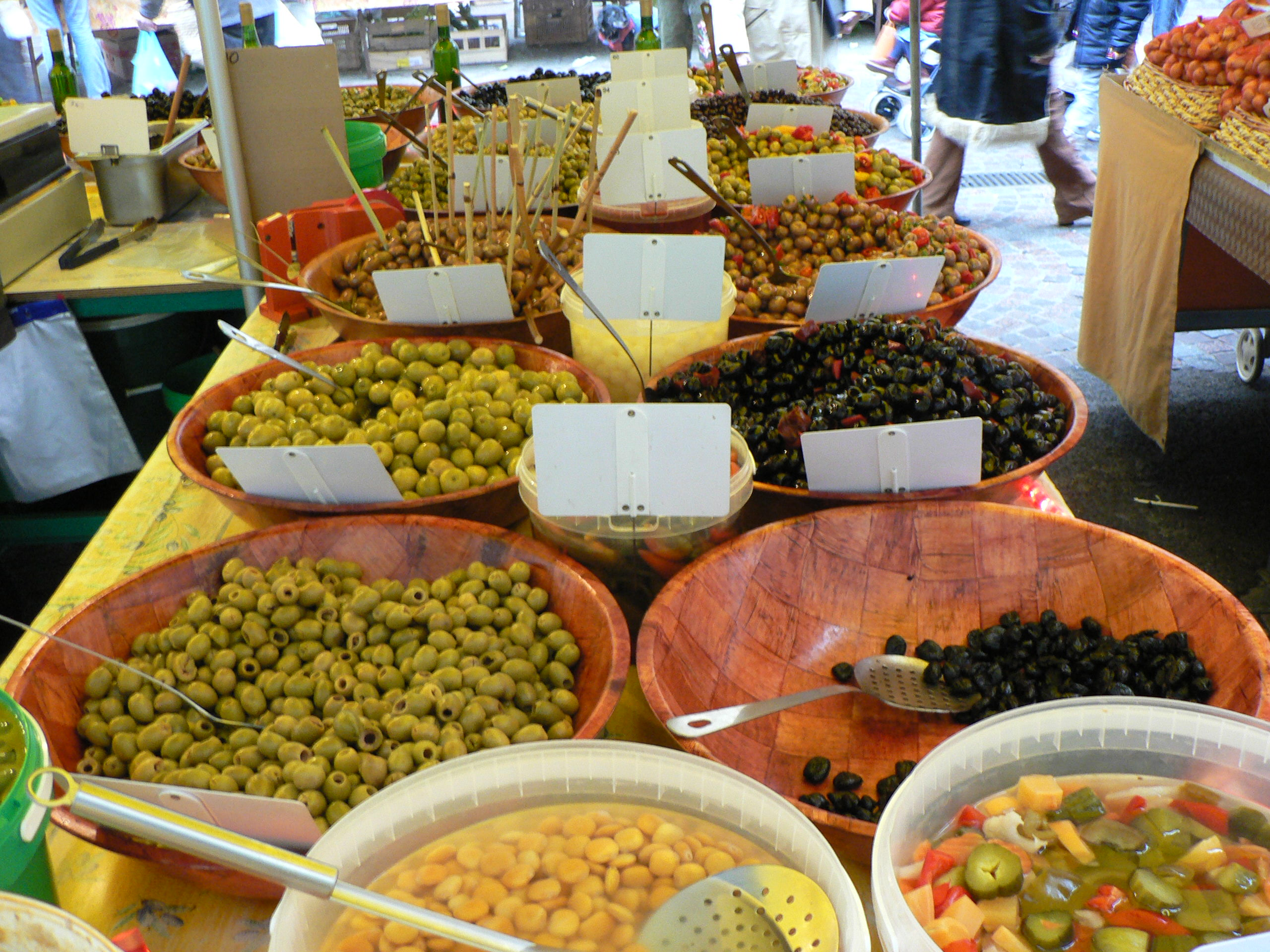
Els grecs i romans sabien preparar i conservar les olives

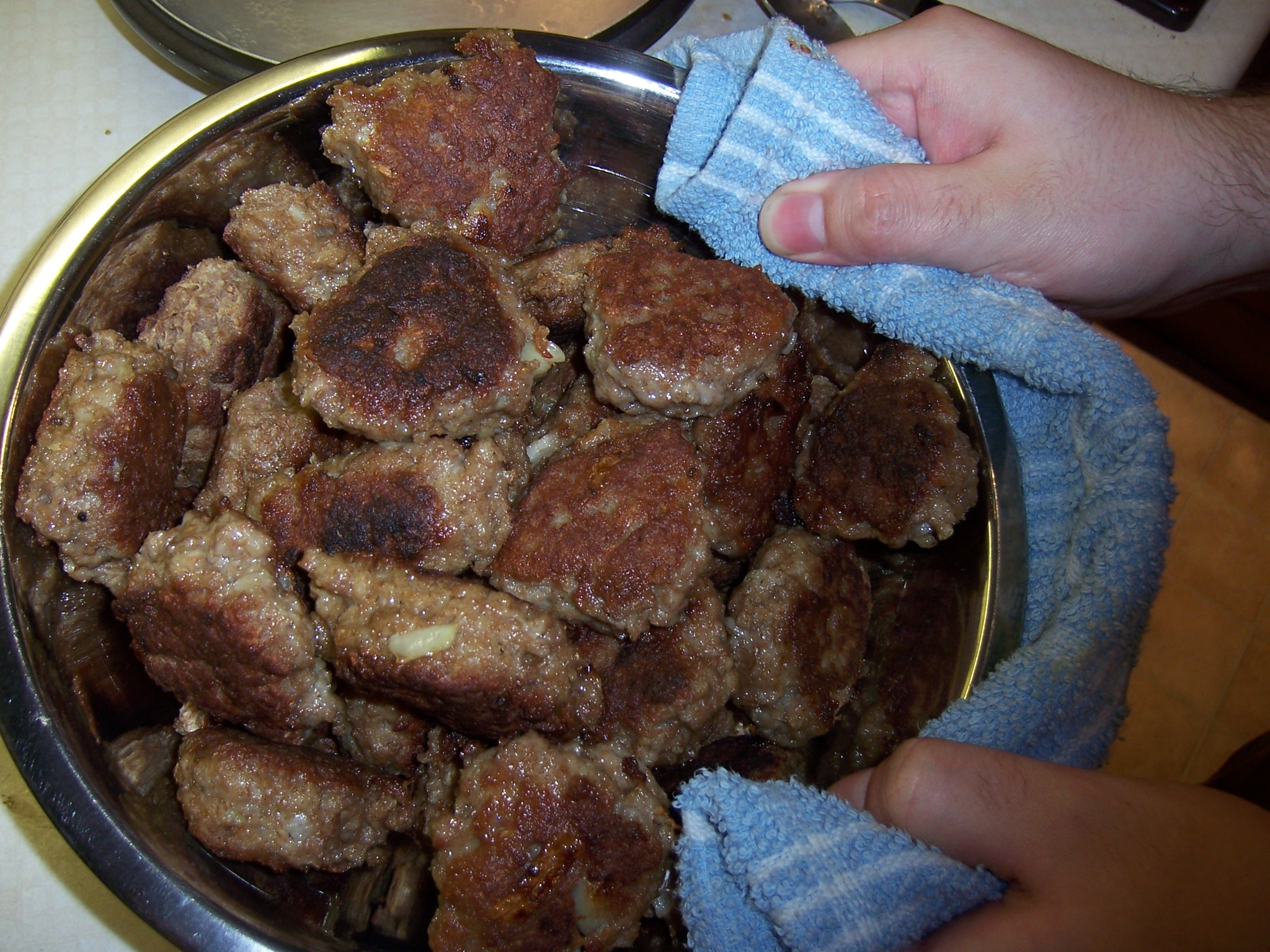
Mandonguilles

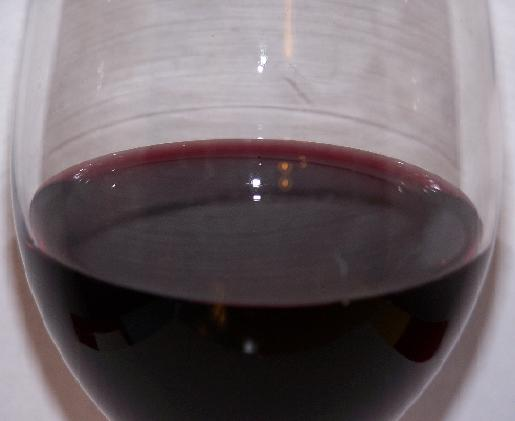
Vi

Els cuiners grecs eren famosos i gaudien d'alta posició social. Es pot atribuir a la presència grega el cultiu i l'ús de productes ara essencials i els romans van acabar reforçant aquesta tendència. Els grecs van introduir o afavorir el cultiu de l'ametller, la producció de vi (front a la cervesa que prenien els ibers) i l'olivera, una planta molt arrelada als Països Catalans.
El menjar a l'antiga Grècia es basava en els cereals en forma de pa, que de vegades es podia guarnir amb, per exemple, formatge i mel (en el que seria un primer tipus de coca) o que es menjava amb verdures i salsa de peix (garum). El peix ja es menjava en sopa. També es menjaven purés de llegums, com encara es mengen actualment en molts llocs de la Mediterrània (també de faves, però és potser més conegut el de cigrons), per sucar-hi pa. La fruita ja eren les postres habituals dels grecs, que solien associar als dolços i pastissos -alguns de molt originals i especials- per a certes festivitats. A les ciutats, la fruita i la verdura fresca eren cares, per la qual cosa es menjaven més sovint seques (en el cas de la fruita) o dessecades (verdura i hortalisses). Algunes verdures ja es conservaven confitades, en vinagre o en salaó.
L'escabetx era un plat del repertori de la cuina romana, com també les cassoles de peix amb panses, l'ordi bullit amb suc, l'escudella d'ordi del Vallespir, les salses verdes per al peix que es fan a les Balears i diversos rostits, farcits i bullits no tan insòlits en la cuina actual.
Fins al segle ii aC, la cuina de l'antiga Roma era pràctica i senzilla, i no va ser fins al contacte amb la cultura grega que aquesta va començar a sofisticar-se i refinar-se. A les vil·les romanes (antecedents de les masies), s'elaborava vi i vinagre, mel, oli d'oliva, formatges, embotits (la botifarra de Lucània donarà nom a la llonganissa, les botifarres dolces, etc.), pernil salat (el de la Cerdanya era molt preuat), peix conservat en vinagre o en salaó (com les anxoves i la tonyina), fruita seca, etc. D'herència romana són, per exemple, el farro o farinetes; el cuscús o sèmola; la sèpia amb pèsols; algunes receptes d'aus o carns amb naps, olives o altres verdures; les barreges de carn i fruita, a més d'altres d'agredolces. Els soldats romans tenien una dieta basada gairebé exclusivament en llegums, ja que eren lleugers de transportar i molt energètics, amb alguna fruita i verdura que poguessin trobar pel camí. A les ciutats, se solia bullir els aliments abans de cuinar-los i perquè tinguessin gust es condimentaven amb abundants espècies i salses.
Alguns dolços actuals d'inspiració romana són les torradetes de Santa Teresa banyades amb mel, la crema o menjar blanc de formatge, llet fregida, pinyons, panses, dàtils; o de sèmola amb pinyons, ametlles i vi dolç; els panellets, la coca amb préssecs, els bunyols de formatge, flaones de formatge fresc i els torrons del tipus de Xixona.
Els recipients i tècniques de cuina no eren gaire diferents als actuals. El peix es cuinava a la graella, en paelles (fregit), en olles (sopes) o cassoles de terrissa (suquets). El mot català de paella ve del llatí patella. Existia un tipus d'olla, que era de terrissa com totes, però tenia un forat al fons, i servia per a cuinar aliments al vapor, posant-la sobre una altra olla normal. També s'utilitzaven els morters (ja es feien picades, però a més per a moldre fruita seca i altres aliments), coladors, motlles per a pastissos i culleres. El parament de taula, sobretot a les llars riques, era molt abundant i variat.
Els grecs i els romans dividien els grans convits en dues parts, a la primera es menjava (amb els dits, o amb ajuda de culleres i una mena de punxons; els aliments ja estaven preparats per anar directament a la boca), mentre que la segona estava dedicada a conversar i beure. Van introduir, doncs, el concepte de sobretaula. Aquests convits o banquets, ja que els grecs els feien asseguts en bancs, tenien una gran importància social i incloïen espectacles (música, acrobàcia, etc.), a més de ser una teatralització en si mateixos, amb una gran importància en el nombre de criats, la seva roba, la decoració, els utensilis, el menu, etc. Aquesta teatralització i concepte de l'espectacle i l'abundància com a part d'un festí continuarà present -per als que s'ho podien permetre, òbviament- fins a l'edat mitjana.
Tenim un recopilatori de receptes i consells d'època tardana romana, anomenat De re coquinaria i signat per un tal Apicius, que descriu amb molt de detall la cuina grega i romana abans que aquesta, als Països Catalans, prengués contacte directe amb els productes i tècniques àrabs, ja a l'època medieval.

## Edat mitjana

### Cuina tradicional clàssica catalana

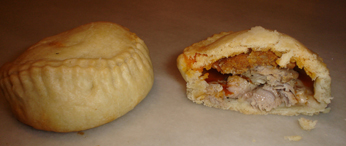
Les panades ja estan descrites als llibres de cuina medievals manuscrits en català, com per exemple en Com tayllaràs devant un senyor

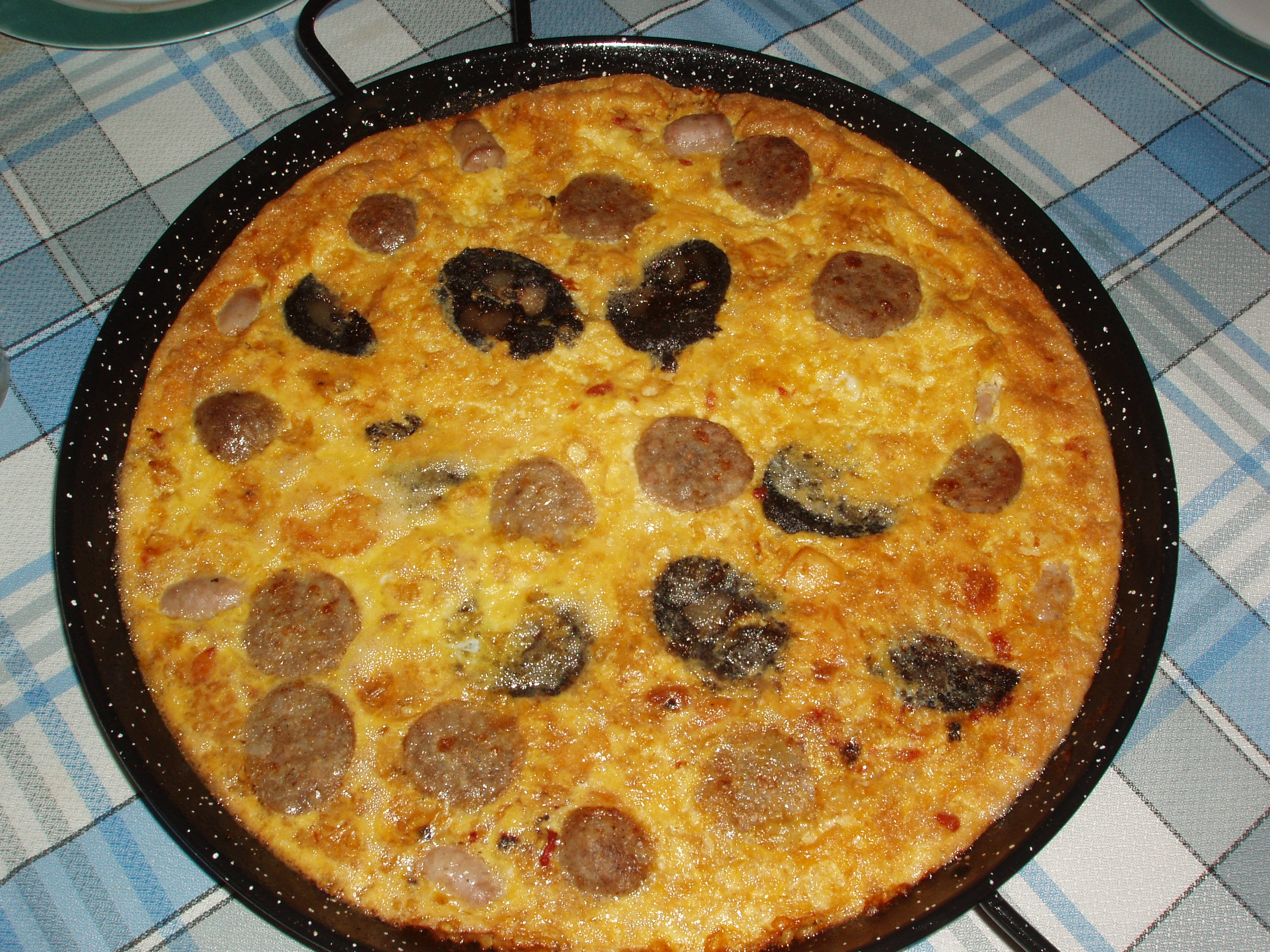
Al Llibre del coch es descriu una recepta molt semblant a l'arròs i crosta

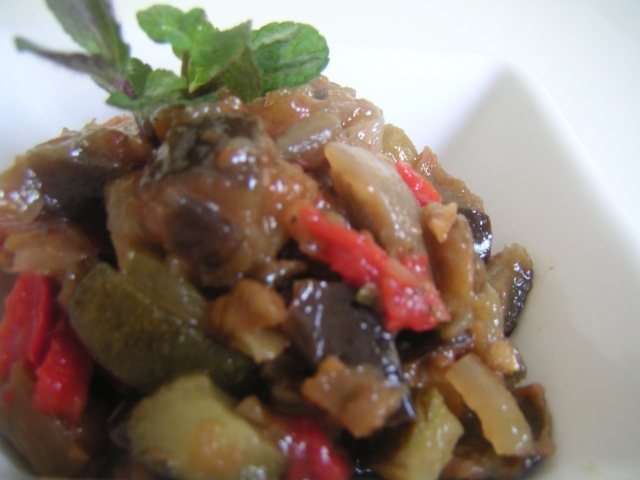
La samfaina es va crear en aquesta època, tot i que el tomàquet s'afegiria més tard, a l'edat moderna

La cuina tradicional clàssica catalana és la que es va constituir a l'edat mitjana, època en què també es van desenvolupar altres aspectes culturals, com per exemple, la llengua catalana, es van escriure els primers receptaris de cuina catalana, etc. En aquesta època, els cuiners catalans eren els més ben considerats a Europa. La taula i la cuina es van refinar molt respecte a la cultura romana.
En aquesta època es fan els primers arrossos i plats amb fideus, així com molts dels plats, dolços i llaminadures que encara existeixen actualment. Es fan ja anxoves conservades en vinagre, tonyina en conserva i escabetxos de sardines. S'usa molt la llar de foc, a diferència de la cuina romana, i també molt el morter per a picar fruita seca, en especial per a les picades i per a obtenir llet, que es feia gairebé sempre d'ametlles, tot i que els receptaris ja proposen que és reemplaçable amb la llet animal, i viceversa. La llet animal és al començament de cabra, i més endavant també pot ser d'ovella. Es fan mató, formatges, pernils i botifarres. Ja en aquesta època moltes preparacions comencen amb sofregits, encara sense tomàquet, i acaben amb picades.
Als Països Catalans, va ser molt important la influència de les cultures romana d'Orient i otomana que van viure en aquestes terres durant segles, així com la gastronomia -i en especial la pastisseria i confiteria- de tradició jueva, i també aspectes que introduïren els posteriors cristians com a reacció al xoc cultural amb aquests pobles, per exemple el pas a l'ús de saïm i de porc en preparacions d'origen no cristià, per demostrar la seva cristiandat, o els vins i licors amb finalitats no mèdiques ja de manera oficial.
El gust per les barreges de dolç i salat va ser una aportació de la cultura àrab molt apreciada en la cultura medieval. En general, el nombre de productes utilitzats i de barreges entre si disminueix bastant respecte a la gastronomia grecoromana i encara més respecte a la dels ibers, en el que es considera un refinament dels gustos i la idea que ja no és vàlid menjar qualsevol cosa. Es deixen de menjar alguns animals que actualment ens semblarien estranys, però encara trobem als receptaris gats (amb allioli, per exemple, en el Llibre del coch, preparat com el conill amb allioli actual) i ossos. Els cavalls, en canvi, en un món de cavallers, no es consideren menjables.
La influència de la religió cristiana era molt important. A l'època de Quaresma, a l'edat mitjana, estava prohibit menjar certs aliments, com carn, ous i tota mena de làctics, mentre que era molt recomanat menjar peix (el peix és un símbol de la cristiandat). Això va provocar la creació d'adaptacions de receptes en les quals s'hauria de llevar el brou de carn, la llet o els ous, i substituir aus i carns per peixos, per exemple; i la de noves receptes que complissin amb totes les condicions imposades per l'Església.
La ruta de la Seda aporta espècies, algunes de les quals esdevenen molt populars, com el safrà, que es comença a cultivar al País Valencià i la Catalunya Nord, o el gingebre, que malgrat aquesta moda més tard desapareixeria de la cuina tradicional dels Països Catalans. També destaquen les fines herbes i la canyella, així com productes d'origen àrab molt preuats a l'època medieval, com l'aigua de roses. En general, el nombre i la quantitat d'espècies augmenta als Països Catalans respecte a l'època romana, i també al llarg de l'edat mitjana, però són més moderades i més escollides que en altres cuines europees veïnes.
En aquesta època, es van fonamentar també les bases d'altres cuines europees, que mantenien entre si alguns trets comuns (vegeu cuina medieval).
El fi d'aquesta etapa, el dona el contacte amb un nou continent, Amèrica, del qual s'introduïren productes fins aleshores desconeguts, però essencials en la gastronomia actual, que s'integraran naturalment en les preparacions tradicionals medievals.

### Aportacions àrabs i jueves

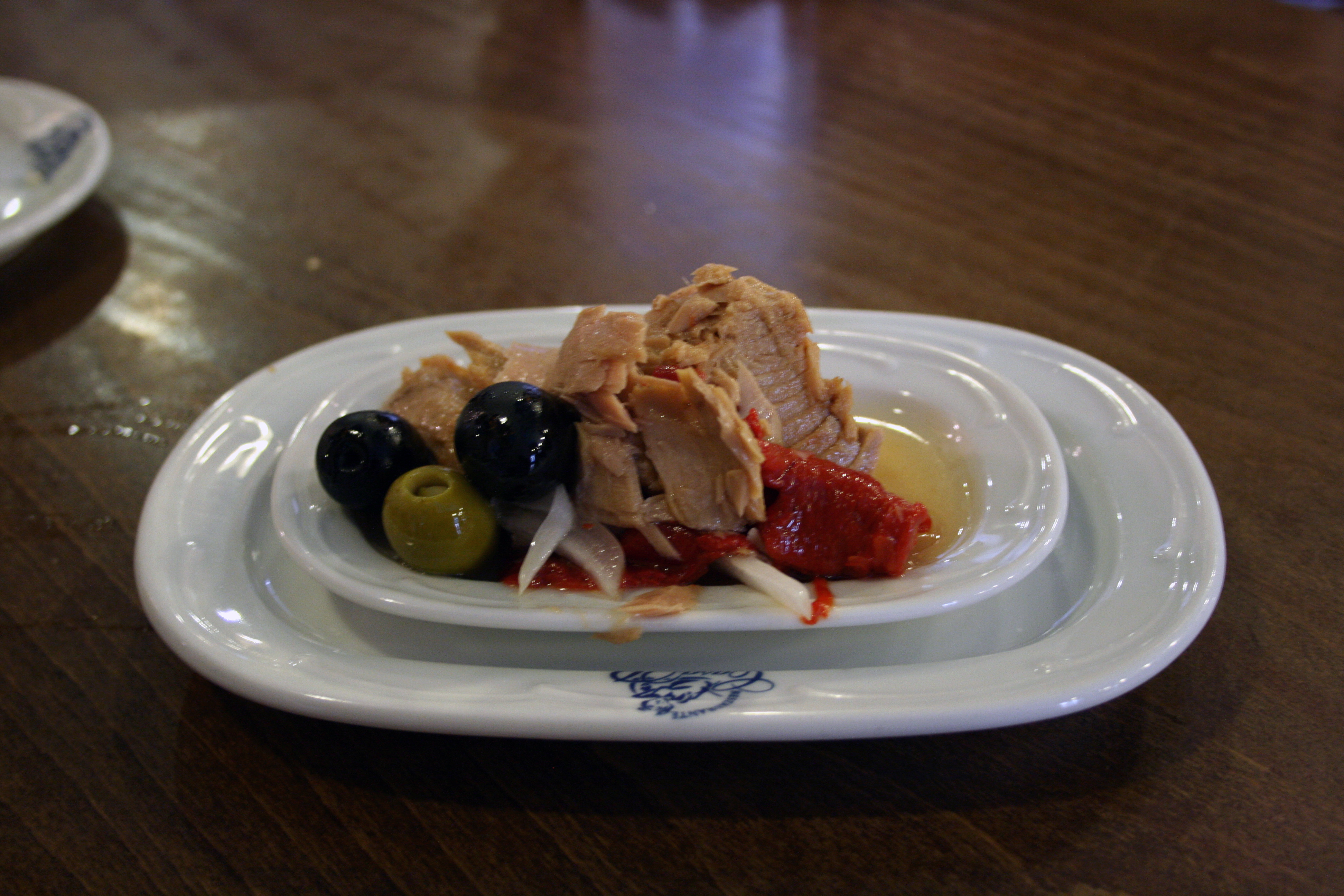
Al Llibre de sent Soví expliquen com fer escabetx de sardines i al Llibre del coch l'amplien a altres peixos, com l'anguila

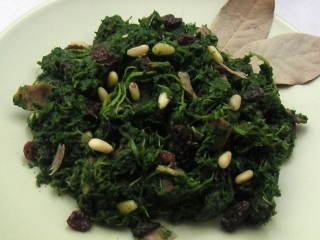
Els espinacs amb panses i pinyons, coneguts a Espanya com, a la catalana, són d'aquesta època

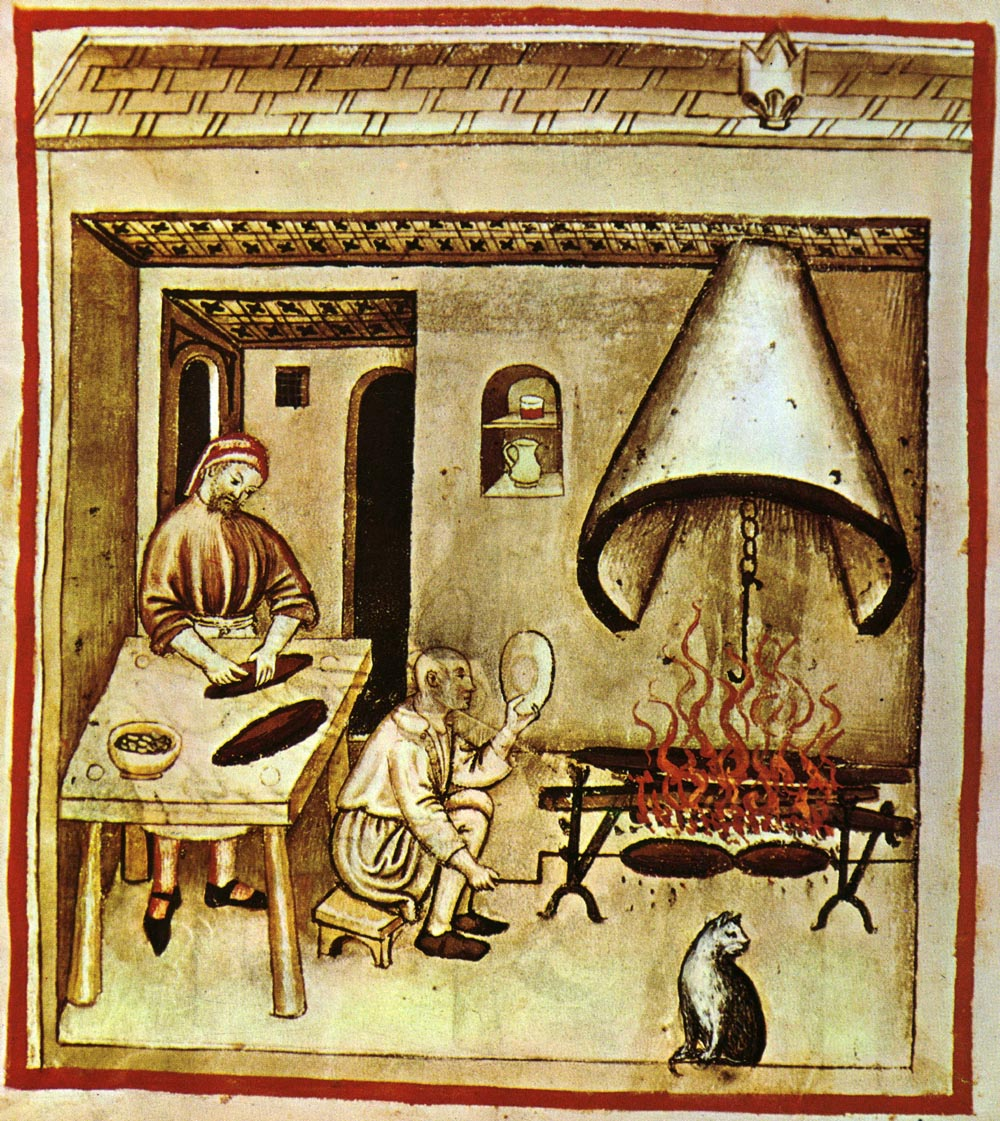
Les aus i els animals joves i tendres, rostits, eren menjar propi de senyors

Els àrabs van introduir productes ara bàsics com el sucre, l'arròs i la pasta (fideus), hortalisses com la carxofa, l'espàrrec i l'albergínia; llegums com el cigró, per ells va arribar el safrà i altres noves espècies: coriandre, alfàbrega, comí, alcaravia, etc.
Les tècniques gastronòmiques que van aportar són significatives i en tots els camps, podem destacar la destil·lació d'alcohols -en principi per a usos mèdics-, certes coccions a foc lent de carns i hortalisses en cassola de terrissa es poden comparar a les de la cuina tant àrab com jueva: guisats i estofats, segurament van ser els otomans els que van influir en la tècnica de fer arrossos i paelles a partir del seu arròs pilaf, la tècnica en rebosteria de fer pastes fullades i similars (que servirien per a crear les ensaïmades, per exemple), etc.
Aportacions directes més concretes són, per exemple:
- Tècniques: introdueixen la tècnica de l'escabetx, que ells feien pràcticament només amb carns, i als Països Catalans es fan molt populars sobretot amb peixos, i la donen a conèixer a la resta d'Europa. També tècniques per a fer dolços, com les pastes fullades i plegades, que serien útils per a, per exemple, fer ensaïmades.
- Combinacions d'ingredients fixades: combinacions populars com els espinacs amb panses i pinyons ja eren molt preuades pels otomans de l'època i encara són molt comunes, no sols a Catalunya (tot i que a Espanya es tendeix a conèixer per espinacs a la catalana) sinó també a Sicília, Grècia i la majoria de les cuines en les quals varen tenir una forta influència.
- Salses: alguns productes posteriors a l'ocupació musulmana són la salvitxada, l'allipebre i la salmorreta. Segons Corominas, tant els mots xató com romesco procedirien del mossàrab.
- Dolços: el cuscussó són unes postres aparegudes en aquesta època i de clara influència àrab, com ho és al País Valencià, per exemple, l'arnadí.

Com a conseqüència del xoc intercultural, cal fer constar també una certa voluntat de rebuig a aquestes dues cultures (o potser une necessitat major de reafirmar-se vers la diferència, o fins i tot de mostrar obertament la religió cristiana enfront de les persecucions de caràcter polític) per part dels cristians, que es tradueix en l'alt consum de porc, que arriba fins i tot als nostres dies amb la gran afició a l'embotit, i la preferència d'aquesta carn per sobre la vedella.

### Cuina medieval de serfs i de senyors
Les diferents classes socials a l'edat mitjana estaven molt diferenciades i el seu poder adquisitiu no tenia res a veure. Els senyors gaudien d'àpats interminables, que podien incloure uns quants pollastres per persona i en general quantitats que avui ens semblen exagerades de tota mena de plats i dolços. Es menjava en grup, els homes separats de les dones, ja que les dones no podien fer-ho (compartint plats i copes, menjant amb les mans, etc.) de manera majestuosa o simplement sense espatllar-se el maquillatge i a causa de la mena de vestits de portaven. Era costum i un honor que les persones més joves, o de rang inferior, servissin les altres.
En canvi, a pagès, sovint es menjava una sopa o un tros de pa dur. El menjar es deixava coure durant tot el dia a les brases i es menjava en família a la nit. Els dolços eren considerats un producte de luxe. El pa s'havia de coure al forn de la ciutat, pagant-ne un lloguer al senyor. També li havien de pagar per collir bolets o fruita del bosc, ja que es considerava que eren de la seva propietat.
Els comerciants i burgesos, per exemple, de Barcelona, pertanyien a una classe mitjana-alta que es trobava entre els dos extrems.

### Receptaris i llibres de cuina
Molt prompte aquestes preparacions s'immortalitzen dins dels receptaris, el primer dels quals és el Llibre de sent Soví, de l'any (1324), que compila més de dues-centes receptes medievals de cuina catalana. També hi ha llibres i manuals gastronòmics dedicats a la presentació dels aliments, com combinar-los amb salses, com tallar-los, etc., a tots els Països Catalans. Al País Valencià i Catalunya s'explica al Llibre de sant Soví i al Llibre de totes maneres de potatges de menjar, per exemple, mentre que a les Balears també podem esmentar el Com tayllaràs devant un senyor.
A finals del segle xv, un altre llibre català de receptes i consells gastronòmics, el Llibre del coch, va tenir almenys dotze edicions, algunes de traduïdes al castellà per exprés desig del rei Carles V. Aquest llibre ens permet conèixer, respecte al Sent Soví, l'evolució de la gastronomia catalana a l'edat mitjana, que no va ser gaire important, i a més aporta algunes receptes estrangeres de l'època. Descriu com era la gastronomia catalana just abans de començar a introduir els nous aliments que vindrien d'Amèrica.

## Segles XV a XVII

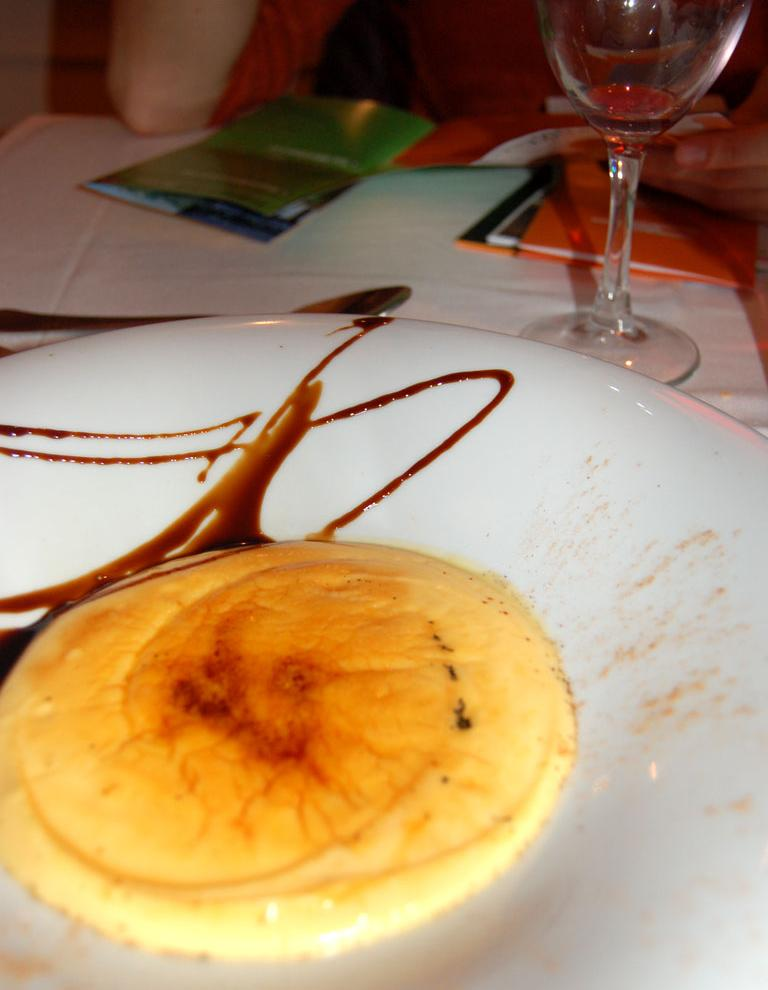
Un plat de crema

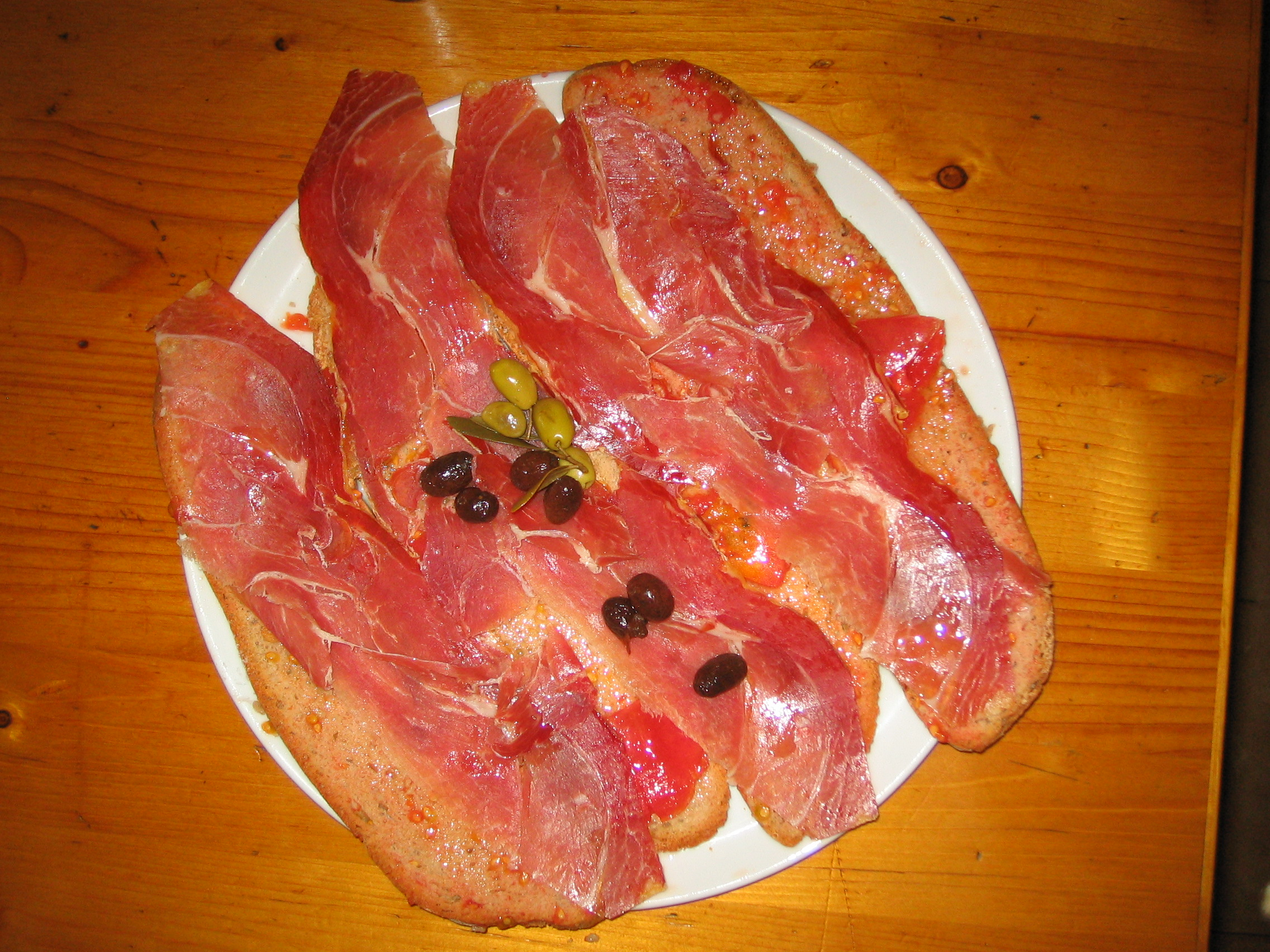
Pa amb oli amb pernil i olives

Al segle xv es descobreix Amèrica, però els Països Catalans fan encara comerç amb la Mediterrània i la ruta de la Seda; els ports i mercats s'omplen de nous ingredients i les taules nobles i burgeses experimenten amb noves receptes vingudes de lluny i de prop. Els productes americans, en canvi, són estranys i cars, no arriben en forma de receptes ni influeixen culturalment, ja que es consideraven cultures inferiors, que no calia copiar. L'ús del tomàquet, un ingredient que, segons Colman Andrews, és dels més essencials dins la cuina catalana actual, no entra a la cuina dels Països Catalans fins com a mínim al segle xvii i no està documentat fins al segle xviii, com passa amb la xocolata i la patata, per exemple. Entre els segles XV i XVI s'introdueixen als Països Catalans les taronges dolces, per Portugal, ja que, tot i que eren àmpliament utilitzades a l'època medieval, aquelles eren amargues.
Així, al segle xvi, el pa era encara l'element bàsic de qualsevol àpat. La carn era molt preuada, en especial la carn de moltó (xai). En aquests moments, es preparava la carn o rostint-la o guisant-la. Era típic menjar molta verdura i condimentar-la molt. La fruita també tenia un alt valor, sobretot el meló i el raïm, com també la fruita seca. Les begudes habituals eren el vi negre i l'aigua, en qualsevol cas sempre frescs. En aquest segle, hom preparava el peix amb verdures i en suquet, amb oli i pebre. Era aleshores que la crema esdevingué un plat de moda. Si s'havia d'endolcir, hom ho feia amb mel o sucre. A partir del segle xvii, troben nombroses referències escrites de plats cuinats amb sobrassada a les Illes Balears, encara que aquest producte segurament ja tenia uns dos segles de vida.
Al segle xviii, l'illa de Menorca va ser ocupada per anglesos, que van aportar totes les seves tècniques de pastisseria i dolços, algunes de molt concretes com ara els púdings, però també una influència general, que integrava els productes locals i les tècniques, en especial àrabs i jueves, anteriors. També van portar el seu famós gravy, que encara es manté en alguns plats casolans, com els macarrons, amb el nom de gravi. De d'aquesta època, es produeix el gin de Menorca segons la tradició britànica. Durant set anys d'aquest segle, l'illa va pertànyer administrativament als francesos, però no queda constància d'una possible interrelació gastronòmica, a part de potser la polèmica maionesa i per a alguns el gató, que pot ser vist com un pa de pessic a l'estil francès, però amb un ingredient molt usat a l'illa, l'atmella, però que per a d'altres el que entra no és més que un gal·licisme (en francès, pastís es diu gateau, llegit gató) per a anomenar la tortada, un pastís molt típic a la corona d'Aragó en general.
Al segle xviii, a Menorca es menjaven plats com arròs de la terra o greixera de sardines amb mel. A mitjans d'aquest segle, apareix per primera vegada documentat per escrit el pa amb oli, en un receptari del frare mallorquí Jaume Martí i Oliver.

## Seglexix

### Cuina tradicional moderna

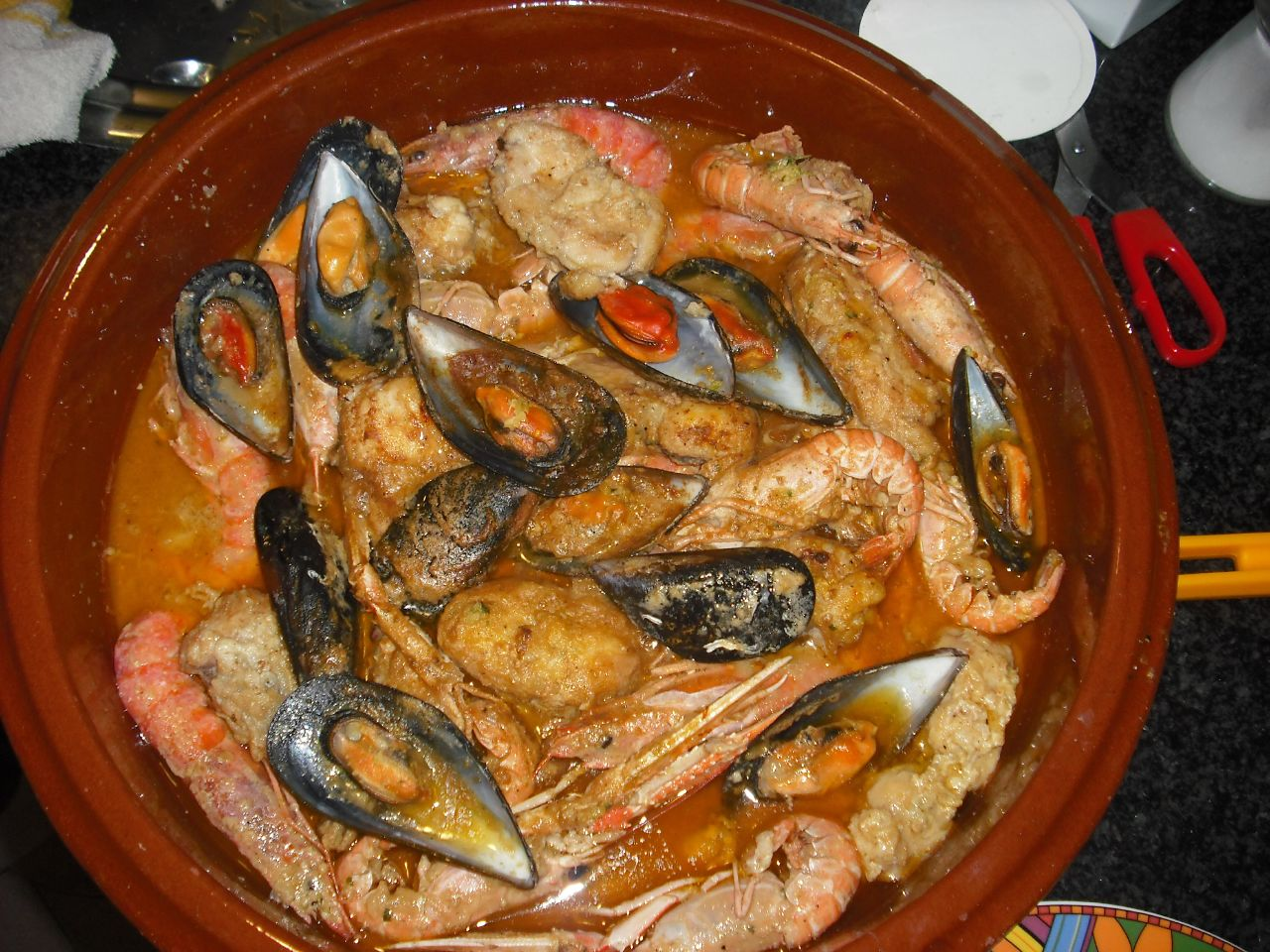
La sarsuela de peix és un plat típic de l'opulència culinària buscada a l'època modernista. Encara millor acompanyada de cava, i amb un pijama com a postres

La cuina tradicional moderna és la cuina que es fa des del segle xix i inclou ja amb tots els ingredients que es fan servir en l'actualitat. Durant una gran part d'aquest període, la cuina catalana ha estat ignorada o menyspreada a l'estranger (a França, per exemple, cuiners reconeguts parlen de la cuina italiana com una cosa abominable, però almenys millor que l'espanyola) i sovint també al propi país. Als receptaris (per exemple, a La cuynera catalana, considerat un llibre "clau" de la Renaixença gastronòmica catalana) es comencen a trobar tocs estrangers en les receptes catalanes, se suposa que per millorar-les segons el gust i moda de l'època, i s'escriu el primer receptari de cuina catalana (també n'hi ha de cubana), que es redacta directament en castellà.
Al segle xix, la burgesia opta per preparacions i menús opulents, que mai no arriben a popularitzar-se ni a arrelar, sovint inspirats en la cuina francesa burgesa, que menyspreava les cuines tradicionals i casolanes com la catalana, la italiana i l'occitana. D'altra banda, a les fondes de sisos es continua fent cuina catalana accessible per a tothom i que cerca innovacions i millores segons els gustos dels seus clients, que copien alguns dels seus plats, com el bacallà a la llauna, a casa en principi els dies de festa. També els devem tradicions o costums com la paella dels dijous. És en aquest segle quan apareix per primera vegada en una referència escrita el pa amb tomàquet. L'any 1932, Ferran Agulló publica El llibre de la cuina catalana, que es considera el tancament de l'època de la Renaixença gastronòmica catalana.
Les turbulències de canvi de segle xix al XX i una llarga dictadura feixista al XX tenen grans conseqüències socials, econòmiques i també en gastronomia. D'altra banda, el dictador Franco intentarà crear una "cuina espanyola", per a la qual cosa se servirà d'alguns plats "regionals", com la paella o la crema. Les emigracions no aconsegueixen exportar plats ni cultura gastronòmica, però sí que ho aconsegueix (per exemple, la paella i el torró) el turisme de masses aparegut als anys 60. A la Catalunya del Nord, tot i no patir cap dictadura, la gastronomia local també és ignorada i menyspreada per govern francès.

## Segle XX
Al començament del segle xx, els hàbits alimentaris, els marcava la classe social. Durant la postguerra, la cuina era una qüestió de supervivència i, amb la democràcia, la llibertat creativa va arribar als fogons. L'esclat de la cuina catalana, un moment dolç que encara no ha acabat, arriba a mitjan anys setanta. El punt de partida és L'art de menjar a Catalunya, de Manuel Vázquez Montalbán, que reivindica la recuperació de la cuina pròpia.

### Cuina depenent de la classe social
Al principi del segle xx, la cuina que es feia a casa, la marcava la classe social. Amb una manera ja definida, i recognoscible, de bastir un receptari propi (els productes americans integrats, fórmules i tècniques consolidades), els obrers i camperols cuinaven bàsicament d'olla i en cuina de llenya, amb preferència per àpats calòrics que els permetessin suportar la duresa de la feina: escudelles, porc si es podia, menuts, peix barat, verdures arreplegades de l'hort, bolets o cargols del bosc... tot era benvingut. Per la seva banda, els burgesos de casa benestant tenien minyons i cuiners. Amb unes receptes més refinades que s'emmirallaven en la cuina francesa i italiana, considerades de prestigi, la qualitat es mesurava per l'exclusivitat i el preu del producte.
La restauració pública també reflectia, en part, aquesta realitat: les fondes i les tavernes eren llocs on menjar plats i esmorzars de cullera i els més afortunats podien deixar-se veure als cafès i els grans restaurants. A principi de segle, aquesta mena de locals es concentraven a Barcelona; seguien el model francès, amb la litúrgia de servei exquisit corresponent i un receptari majoritàriament gal o italià perquè "l'alta cuina" es considerava sobretot forana: el Gran Restaurant de France –Can Justin–, la Maison Dorée, el Suizo o el Café Español (afrancesats); el Moritz o el Gambrinus (germanòfils); o el Petit Pelayo (anglòfil). La situació classista lligada als hàbits alimentaris es va mantenir si fa no fa fins a la Guerra Civil i la llarga postguerra i la dictadura posterior van perllongar aquesta situació de rics i pobres en la restauració pública. Les dècades dels quaranta i cinquanta, marcades per les terribles conseqüències del conflicte, van fer de la cuina per a la majoria de la població una qüestió de supervivència, racionament o un anar passant reviscolat de tant en tant per algun producte excepcional els diumenges o un dolç els dies de festa. En l'àmbit domèstic, a partir dels seixanta sí que es va donar una progressiva entrada a les llars d'electrodomèstics, primer, i de productes congelats, per exemple, més tard, que van variar força els hàbits de consum alimentari. Ara tenia sentit planificar el que es menjaria durant la setmana (i no calia anar a comprar cada dia), dur a l'àmbit domèstic preparacions culinàries fins llavors només a l'abast dels professionals, cuinar més en menys temps (la qual cosa implica bandejar uns plats o recórrer més sovint a d'altres).

### Receptaris
Per fer a casa cuina catalana, l'eina bàsica era disposar d'un receptari codificat, que tothom pogués consultar i seguir. En aquest sentit, cal esmentar la tasca decisiva de recopilació i ordenació del cuiner Ignasi Domènech. Si Auguste Escoffier, al tombant de segle, s'havia dedicat a posicionar volgudament la cuina francesa, que ell va sistematitzar, en la de referència al món, Domènech (que havia estat alumne d'Escoffier), en llibres com La teca (1924), va dur a terme aquest procés indispensable perquè les llars no deixessin de ser el motor de la cuina del país.
També cal destacar la feina didàctica del suís José Rondissoni a les seves classes als anys 20 a l'Institut Català de la Dona i, posteriorment, dirigint la revista Menage (1931-1936). En tots els àmbits, tractava d'adaptar les tècniques culinàries al pressupost i la idiosincràsia dels cuiners catalans, com s'aprecia en el seu llibre més important, Culinaria (1945).
En l'àmbit de la teorització de la cuina pròpia, obres com El que hem menjat, de Josep Pla, i textos d'autors com Nèstor Lujan, Vázquez Montalbán o Joan Perucho van ser cabdals.

### L'esclat de la cuina catalana
Pel que fa a la tasca renovadora i a la generació d'una cuina catalana de restaurant, sobresurt la figura de Josep Mercader (1926-1979), que des del motel Empordà de Figueres (obert el 1961) va ser el primer a adaptar les tècniques que havia après a França al producte i la tradició locals, amb creativitat personal. Un pioner que es va avançar fins i tot a la nouvelle cuisine i la revolució que aquesta va significar, també a casa nostra.
Però abans de la nouvelle, cal considerar la conjunció de dos factors rellevants per al naixement de l'alta cuina catalana que van coincidir amb els anys finals de la dictadura i inici de la democràcia: un espai de llibertat traslladat també a la creativitat als fogons i una recuperació econòmica de les classes mitjanes que van fer possible la subsistència econòmica dels restaurants dits gastronòmics. El punt de partida que identifica l'esclat de la cuina catalana (un moment dolç que s'allarga des d'aleshores) és la publicació el 1977 de L'art de menjar a Catalunya, de Manuel Vázquez Montalbán, que l'autor defineix com "una crònica de la resistència dels senyals d'identitat gastronòmica catalana" i que fa una crida a la recuperació de la cuina pròpia a tot el territori.
El que Vázquez Montalbán va glossar era sobretot una cuina tradicional que havia sobreviscut en comarques, ancorada en el producte de temporada i la bona feina de nissagues de restauradors. Precisament, la pervivència d'aquest receptari ancestral i sòlid (fixeu-vos que a Catalunya podem parlar de cuines de comarques, en plural, la qual cosa dona fe de la riquesa i entitat) i la recuperació i reivindicació van impulsar la tasca de restaurants com Hispània de les germanes Lolita i Paquita Reixach, a Arenys de Mar, que van transformar el negoci familiar (un bar de carretera amb sortidor de benzina) en un temple de la cuina feta amb producte autòcton. També cal esmentar Can Boix de Peramola, regentat per Joan Pallarés, un xef que a partir de la formació a l'estranger va ser un dels precursors en això d'entendre el valor turístic de la gastronomia, o Can Borrell de Meranges. I també, al litoral, restaurants com ara Casa Gatell i Can Bosch a Cambrils, el Peixerot de Vilanova i la Geltrú, L'Avi Pau de Cunit, El Pescador de Sant Carles de la Ràpita… Altres restaurants, de la capital i d'arreu de Catalunya, també feien una cuina basada en els referents tradicionals, combinant amb èxit i sense prejudicis els productes locals amb noves incorporacions. Entre els establiments barcelonins, van destacar Casa Leopoldo, fundat el 1929 i que a final dels seixanta i principi dels setanta va comandar Rosa Gil. A mitjan setanta obre, per exemple, Ca l'Isidre, regentat per Isidre Gironés, i Carles Gaig es fa càrrec del negoci familiar a Horta (obert des del 1800). Un altre impulsor destacat a la dècada dels setanta de la cuina catalana de mercat (dita així per aquesta estima al producte de temporada) va ser Ramon Cabau, mort el 1983, al mercat de la Boqueria, on es proveïa de gènere per al seu restaurant, Agut d'Avinyó.
També a la capital, la burgesia a qui agradava menjar bé acudia a restaurants clàssics, que van incorporar aquesta nova cuina catalana però en clau més luxosa. Els més rellevants van ser el Reno (obert el 1962), el Finisterre, el Vía Véneto (obert el 1967) i El Dorado Petit de Lluís Cruañas; allà va entrar de xef a final dels setanta Jean Luc Figueras, un cuiner que havia après les bases de la nouvelle amb Michel Gérard.

### Influència de lanouvelle cuisine
Precisament l'adaptació dels principis de la nouvelle cuisine (que va arribar aquí pel País Basc o pels viatges formatius d'alguns precursors, amb una dècada i mitja de retard respecte al naixement de principi dels setanta) defineix gastronòmicament la dècada dels vuitanta. A grans trets, entren a les cartes plats més lleugers i salses més subtils i es comencen a emprar productes considerats llavors exòtics. La llibertat del cuiner per a crear va eixamplar-se i va apuntar al que després s'anomenaria cuina d'autor o creativa. Aquest procés d'adaptació, el protagonitzen diversos restaurants. El 1981 obren el Neichel a Barcelona (després d'una exitosa etapa a El Bulli –1971-1980–, en què va posar el restaurant de Roses en el mapa gurmet del sud d'Europa; posteriorment, hi cuinarien Fermí Puig i Ferran Adrià) i el Racó de Can Fabes (avui, Can Fabes) a Sant Celoni.
Un any abans, s'havia inaugurat també a la ciutat comtal Jaume de Provença, del xef Jaume Bargués, i un any després, el 1982, el Roig Robí de Mercè Navarro. A aquesta primera fornada de cuiners creatius se'ls va afegir una nova generació sorgida, ara sí, de les acabades d'inaugurar escoles de cuina i restauració pròpies. Ja no calia marxar a fora per formar-se i els nous cuiners podien basar-se en referents autòctons. De retruc, la consideració social del cuiner canviava i millorava; enrere quedava la imatge tòpica d'un home gras, sense estudis i que passava hores i hores en cuines sufocants. Final dels vuitanta és també l'època en què els germans Roca aporten un nou espai físic (el celler) i gastronòmic (alternen la cuina tradicional amb l'experimentació) al restaurant popular dels pares; i encara més, el 1988 Carme Ruscalleda, de Sant Pol de Mar, deixa la xarcuteria de la família i obre, tot just davant, el Sant Pau, on combina la reivindicació del producte i la memòria gustativa amb la creativitat.

## Segle XXI

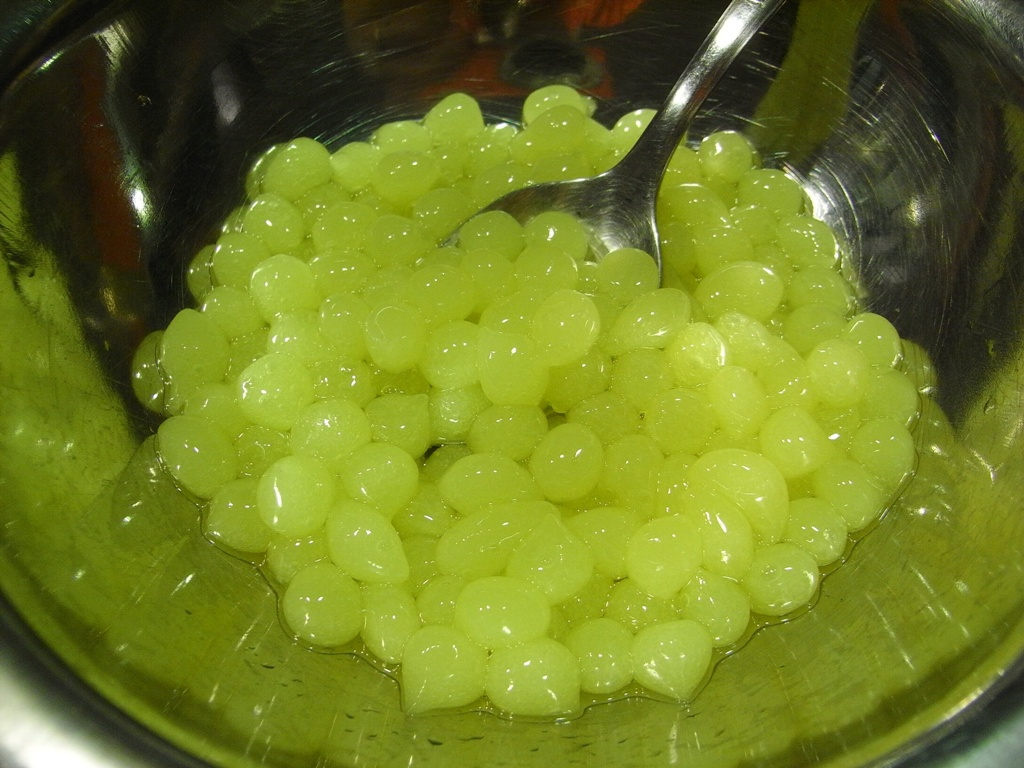
Un plat de poma esferificada. L'esferificació és una tècnica de cuina professional ideada per Ferran Adrià

### Cuina contemporània
Podem considerar com a cuina contemporània la de finals del segle XX i del segle XXI. En aquesta època, els productes locals i forans són abundants i el nivell econòmic de la majoria de persones en general és superior a l'anterior. En canvi, el temps és car, cosa que fa que preparacions casolanes llargues, com per exemple l'escudella o els canelons es deixin per a Nadal o festes majors, i prenguin importància conceptes com el menjar ràpid, que al seu torn farà néixer, com a reacció, el moviment de slow food. Es disposa d'utensilis que faciliten les preparacions (olles de vapor, forns microones, batedora, congelador, etc.), productes que es poden comprar preparats o semielaborats (casolans o industrials, de llauna, congelats, etc.) i de molta informació (nutricional, de productes, receptes, etc.) gratuïta i de fàcil abast per Internet. Molta gent menja cada dia fora de casa, amb menjar portat de casa, en cantines o en restaurants de menú. Els cuiners esdevenen figures socials importants, alguns prenen el rang d'estrelles i fins i tot un d'ells (Ferran Adrià) pot ser considerat "l'home més influent de l'any". Alguns reivindiquen la creació i la innovació, el sentit de l'humor, la defensa que la cuina és també un art (com es definien també tots els treballs artesans en el modernisme), l'experiència de l'emoció (com es pot obtenir també, per exemple, en una exposició de pintura o en un parc d'atraccions), els productes locals, les receptes tradicionals, la innovació tècnica, etc. Però la cuina quotidiana tendeix a ser simple, variada, intuïtiva i sovint improvisada, amb productes a l'abast i donant molta importància als aspectes de salut i, de vegades, també d'estètica.

## Vegeu també

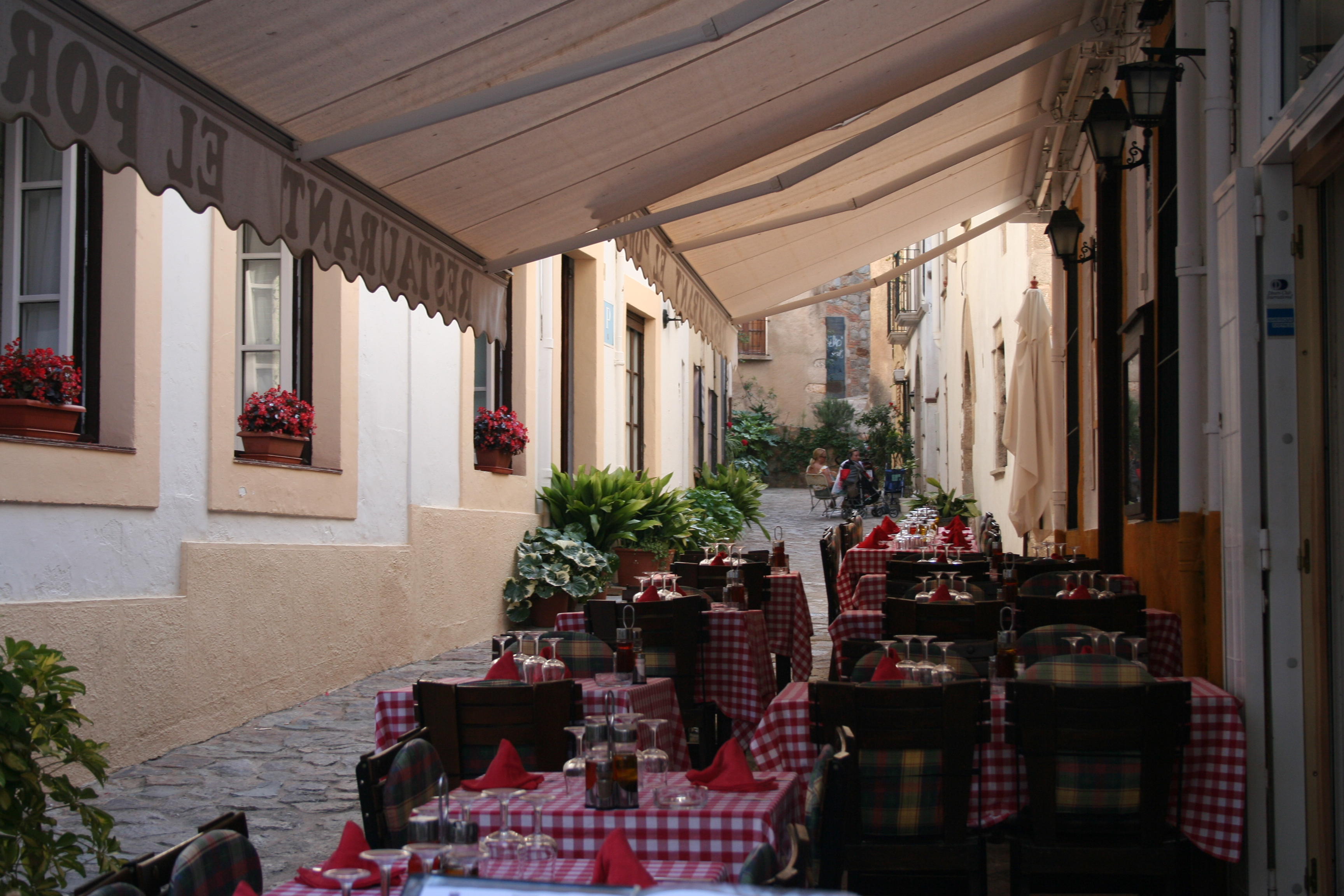
Restaurant amb terrassa al segle XXI